# 摩星嶺黃金屋

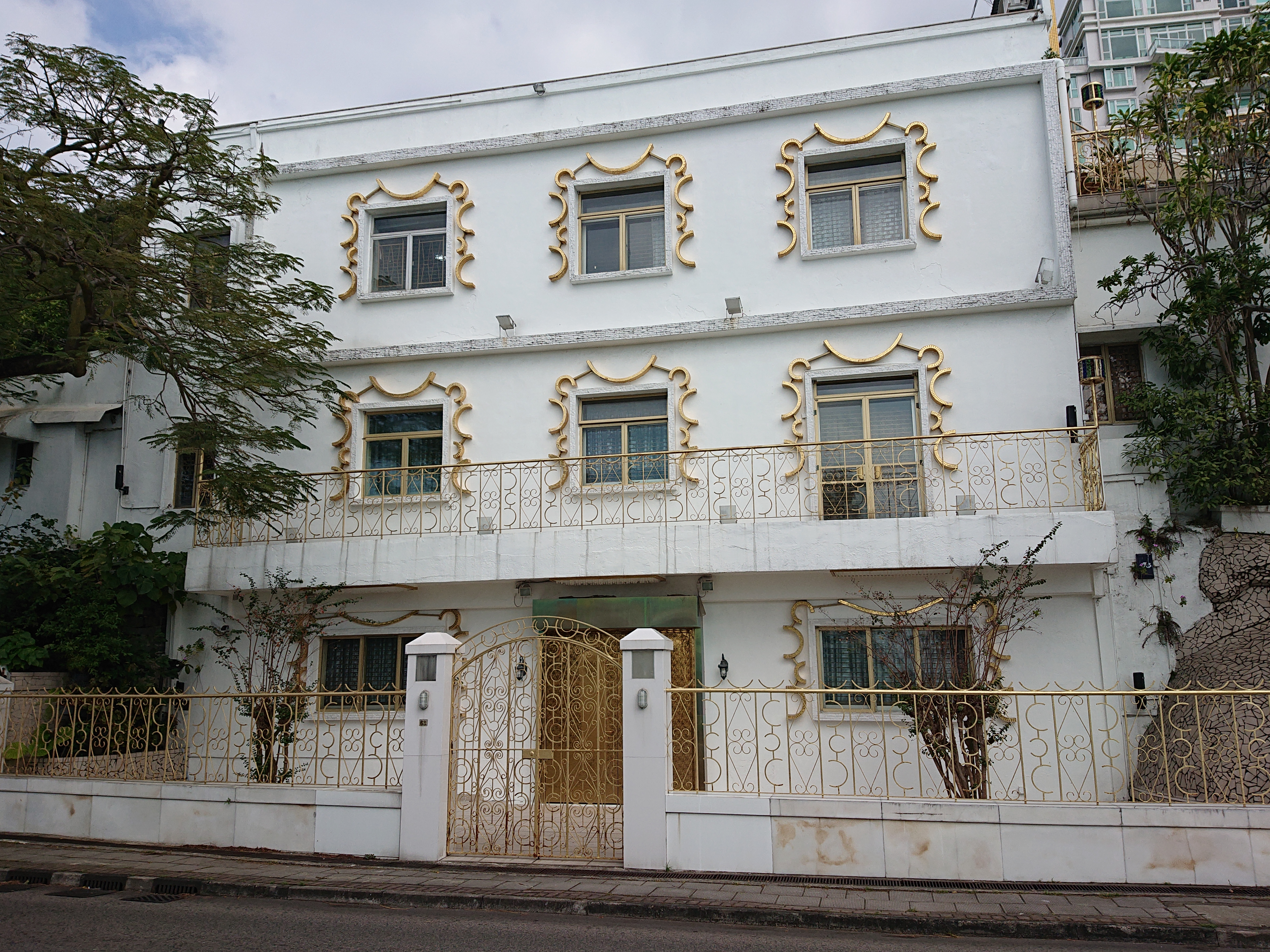
摩星嶺黃金屋

摩星嶺黃金屋（法語：La Villa d'Or，意思就是黃金山莊）位於香港摩星嶺的域多利道及摩星嶺道之間，建於1970年代，是香港富豪周啟邦伉儷的居所。本屋的特色是其豪華的黃金裝潢：居所內的傢具大多數都用純金或黃銅鍍金製造，連屋外的柵欄亦塗上金色的油漆。該處亦經常被世界各地的人前來拍攝。